# Рух за право на аборт

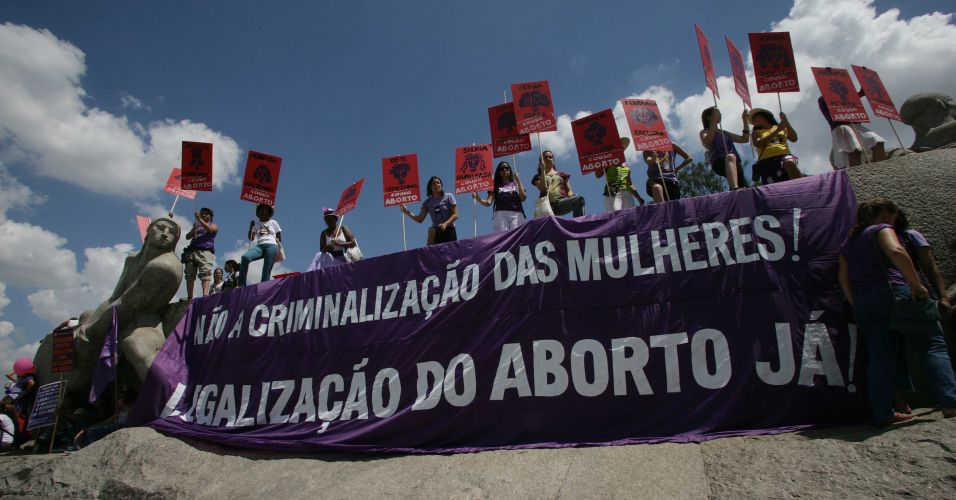
Активістки та активісти руху за право на аборт у Сан-Паулу, Бразилія

Рухи за право на аборт (англ. Abortion-rights movements), які також називають рухами за вибір народжувати чи ні (Pro-choice movements), виступають за законний та фінансово реальний доступ жінок та дівчат до безпечного і кваліфікованого переривання вагітності без дискримінації та стигматизації на основі їх рішення.
Рухи за право на аборт розгалужені за типами доступних послуг та обставинами аборту (вагітність в результаті зґвалтування, інцесту чи педофілії, підліткова вагітність, ускладнена вагітність, ризик для життя жінки та плода, фінансовий, психічний та соціальний ресурс вагітної).
В суспільствах світу досі точиться полеміка щодо лібералізації або обмеження доступу до законних абортивних послуг. Протилежними є рухи проти права на аборт, що домагаються їх заборони та покарання.

## Термінологія
Багато термінів полеміки щодо аборту є фреймованими. Так, ярлики «за вибір» і «за життя» маркують поширені цінності, припускаючи опозицію «проти вибору» («за примус») або «проти життя» («за смерть»). Встановлено, що під час опитування люди позначають свою позицію по-різному, якщо їм надають конкретні подробиці щодо обставин аборту, наприклад, зґвалтування, інцест, життєздатність плода та виживання жінки.
Associated Press підтримує терміни «права на аборти» та «боротьба з абортами». Також вживається термін «аборт за бажанням», тобто коли основною причиною аборту є небажання батьків або жінки народжувати дитину.

## Історія

Правовий статус аборту у світі:
Легальний
Легальний при зґвалтуванні та за медико-соціальними показниками
Легальний у випадках (або заборонений, окрім випадків) зґвалтування, медико-соціальних протипоказань
Заборонений, окрім випадків зґвалтування та медико-соціальних протипоказань
Заборонений, окрім випадків загрозі життю жінки та при наявності психічних і патологічних протипоказань
Заборонений без виключень
Відмінності за регіонами
Відсутні дані

Практики переривання вагітності датуються 1550 р. до н. е. На основі історичних досліджень, незважаючи на стигматизацію і табуювання теми абортів, їх активно практикували ще з часів медицини Стародавнього Єгипту. Через тисячоліття жінки та феміністичний рух змогли винести аборти на порядок денний.
Ідеї легалізації абортів наприкінці 19 ст. деякі феміністки розглядали як ризик звільнення чоловіків від відповідальності. У «Революції», офіційній щотижневій газеті про права жінок під керівництвом Елізабет Кеді Стентон і Сьюзен Ентоні, анонімний співавтор «А» в 1869 році зазначав, що замість простого прийняття закону проти абортів також слід усунути першопричину. Прийняття закону про аборти «було б лише скошуванням верхівки шкідливого бур'яну, тоді як корінь залишається. […] О! тричі винен той, хто довів жінку до відчаю».
Рух лібералізації абортного законодавства виник у 1920-30-ті в контексті досягнень у галузі контрацепції. Активістки, такі як Марі Стоупс в Англії та Маргарет Сангер в США, піднімали цю проблему. Були створені контрацептивні клініки для жінок, які надавали поради з планування сім'ї та методів контрацепції.
Пропри це до середини 20 сторіччя більшість держав законодавчо забороняла аборти на всіх рівнях, включаючи призначення ліків або проходження процедур. Винятками ставали випадки, коли лікар доводив, що аборт призначений для захисту життя вагітної.
Станом на 2024 рік 67 країн легалізували або декриміналізували аборти за бажанням.

### СРСР
У 1920 році Радянська Росія стала першою країною у світі, яка законодавчо дозволила аборти. У липні 1921 на території новоствореної Української РСР теж були дозволені аборти. Хоча в перші роки існування радянської влади оборти не були дозволені, але на практиці за них не переслідували. Через низький рівень фахової підготовки та санітарних умов, після або під час абортів помирали до 4 % жінок. Декрет проголошував, шо легалізація абортів робиться як тимчасовий захід «поки моральні пережитки минулого та важкі економічні умови сьогодення ще змушують частину жінок наважитись на цю операцію». Після офіційного дозволу безкоштовно робити аборти, абе тільки у лікарнях і тільки під наглядом лікаря смертність серед жінок від абортів знизилась до 0,28 %. Однак цей декрет призвів до того, що аборти без медичних показать для переривання вагітності стали буденністю. У 1926 році на 100 пологів вже припадало 54,7 аборти.
27 червня 1936 постановою ЦВК і РНК у зв'язку з демографічними та соціальними проблемами у Радянському Союзі аборти були заборонені. Це викликало стрімкий рост жіночої смертності і дітовбивств і невідому кількість підпільних абортів. Знову штучне переривання вагітності дозволили лише у 1955 році.
У 50-ті роки аборти були дозволені не тільки в СРСР, а також у підконтрольних йому «соціалістичних країнах» Східній Європі — Польщі, Угорщині, Болгаріі та інших.
В 1964 році в СРСР було зроблено 6,4 млн офіційних абортів.
Після розвалу СРСР та радянського блоку аборти в деяких з цих країн були знову заборонені (Польща), або законодавство було змінено. Так в Україні термін, на якому можливий аборт, був зменшений.

### Британія
У 1929 р. у Великій Британії прийнято Закон про збереження життя немовлят, який вніс зміни до Закону про злочини проти особи 1861 р. Багато громадян мали неоднозначні думки щодо цього, але зрештою почали протестувати проти нього як знищення дітей.
Стелла Браун, провідна активістка контрацепці, все частіше підіймала більш суперечливу проблему абортів у 1930-х. На її переконання сильно вплинули роботи Гейвлока Елліса, Едварда Карпентера та інших сексологів. Вона була твердо переконана, що працюючі жінки повинні мати вибір, коли вагітніти і перервати свою вагітність, поки вони працюють у жахливих умовах. Вона стверджувала, що лікарі повинні безкоштовно надавати інформацію про контрацепцію жінкам, які хотіли про це знати. Це дало б жінкам свободу волі над їхніми обставинами і дозволило б їм вирішити, хочуть вони бути матерями чи ні.
У 1929 р. Браун прочитала лекцію «Право на аборт» перед Всесвітньою лігою сексуальних реформ у Лондоні. У 1931 році Браун почала розробляти аргументи за право жінок приймати рішення про аборт. Вона розпочала тур, читала лекції про аборти та негативні наслідки відсутності доступу до переривання вагітності за власним вибором (самогубство, травми, постійна інвалідність, божевілля та зараження крові).
У 1960-х завдяки «лівим» рухам, прочойс активізувались у багатьох країнах. У 1959 році група експертів створила типову постанову з вдосконалення законів про видалення плоду. Пропонувалося звільняти від покарання жінок, вагітних внаслідок зґвалтування.
У 1967 році аборти були дозволені у Великій Британії до 28 тижня, з 1991 році строк скоротили до 24-го тижня, але після 10-тижневого терміну вагітності його треба обов'язково проводити в лікарні. Периодично в країні проводяться марші активісток, які вимагають дозволити медикаментозні «домашні» аборти до 42-го тижня.

### США
Першим у США аборти легалізував штат Коннектикут в 1821 році, оскільки тоді жінки робили собі аборти до 4 місяців вагітності шляхом отруєння. До 1856 року жінки у першому триместрі у більшості штатів мали право робити аборти задовго до появи у США офіційного абортного законодавства. Жодні юридичні, соціальні чи релігійні перепони не заважали зробити аборт у новоанглійській частині Америки між 17 та 18 століттями. Доктор Гораціо Сторер докладав зусиль для легалізації абортів. Штат Колорадо лібералізував аборти в 1970 році.
Рішення Верховного Суду 1973 року Ро проти Вейда закріпило право на аборти як конституційне, що викликало дискусії в суспільстві і призвело до створення Руху проти абортів та Маршів за життя. З іншої сторони організації типу Planned Parenthood Action Fund, президентом якої була прочойс-активістка Сесіль Річардс, просувають права жінок на вільний вибір і отримують часткове фінансування з бюджету
У 2022 році рішення Ро проти Вейда було скасовано.